# Otto Kretschmar
Ernst Otto Kretschmar (* 6. Mai 1864 in Naunhof bei Moritzburg; † 9. April 1933 in Dresden) war ein deutscher Politiker (DNVP) und Mitglied des Sächsischen Landtages.
Kretschmar war 1917 Vorsitzender der Deutschen Vaterlandspartei in Dresden. Im Jahr 1918 gehörte er zu den Mitbegründern der Deutschnationalen Volkspartei und war bis 1929 Vorsitzender der DNVP-Ortsgruppe Dresden. Von 1922 bis 1930 war Kretschmar für die DNVP Abgeordneter des Sächsischen Landtages. Er gehörte dem Völkischen Reichsausschuss der DNVP an. Beim Volksentscheid gegen den Young-Plan war er im Referendum-Ausschuss tätig.
Von 1930 bis 1933 amtierte Kretschmar als Vorsitzender des Oberelbe-Gaues des Alldeutschen Verbandes (ADV), nachdem er bereits seit 1920 dem Geschäftsführenden Ausschuss des ADV in Dresden angehört hatte und seit 1921 Stellvertreter des Alldeutschen Ehrenrats und des ADV-Ehrengerichts war.
Seit 1925 war Kretschmar Aufsichtsratsmitglied der Kreditanstalt Sächsischer Gemeinden.
Beruflich war der promovierte Mediziner mit dem Titel eines Sanitätsrats seit 1890 in Dresden als praktischer Arzt tätig.